# 劉蓬瀛
劉蓬瀛（？年—？年），字鶴汀。順天府大興縣人。民國37年（1948年）在律師公會遞補當選第一屆立法委員。

## 生平
- 民國10年12月，在北京發起成立辛酉學社，任社長。[2]
- 民國12年8月，任京兆司法協進會幹事。[3]
- 考取司法官、任法院推事。
- 民國18年1月21日，河北省政府秘書處科長。[4]
- 民國18年9月19日，署理盧龍縣縣長。[5][6]
- 民國19年2月17日，呈懇辭河北省政府秘書處科長職。[7]
- 民國23年，任上蔡縣縣長。[8]
- 民國35年3月，天津律師公會常務理事。[9]
- 民國37年8月，天津市兵役協會委員。[10]
- 1949年，遵照軍管會布告辦法，向公安局登記。[11]
- 東北大學教授。[12]